# Telmatoscopus nivosus
Telmatoscopus nivosus är en tvåvingeart som beskrevs av Duckhouse 1966. Telmatoscopus nivosus ingår i släktet Telmatoscopus och familjen fjärilsmyggor. Inga underarter finns listade i Catalogue of Life.